# Cis-Inositol
Le cis-inositol est un composé chimique de formule C6H12O6 ; c'est l'un des stéréoisomères synthétiques de l'inositol.